# 크리타
크리타(Krita)는 Qt 5, KDE 프레임웍스 5 기반의 래스터 그래픽스 편집기이다. 코렐 페인터와 SAI와 같은 소프트웨어로부터 어느 정도 영향을 받았다. 크리타는 다른 비슷한 류의 대부분의 소프트웨어와는 차별화된 일부 주요 기능들을 갖추고 있는데, 이를테면 비트맵과 벡터 일러스트레이션을 동시에 작업하는 기능이 포함된다. 개발자들은 사용자 상호 작용을 단순화시키고 페인팅과 드로잉에 관련된 기능들에 초점을 맞추는데 집중하고 있다.

## 기능

### 인터페이스 및 워크스페이스
- 도커
- 브러시 상호작용
- 오른쪽 클릭 팔레트
- 캔버스

### 도구
- 래스터 도구
- 벡터 도구
- 브러시 시스템
- 필터
- 레이어
- 제네레이터

### 지원 파일 포맷
크리타는 수많은 파일 포맷을 지원한다. 크리타의 네이티브 도큐먼트 포맷은 크리타 도큐먼트(.kra)이며, 오픈래스터 도큐먼트와도 저장 포맷으로 작업이 가능하다.
|            | 파일 포맷 |
| ---------- | --- |
| 저장       | Krita Document, OpenRaster document, PSD image, PPM, PGM, PBM, PNG, JPEG-2000, JPEG, BMP Windows, XBM, TIFF, EXR, PDF, WEBP                                                                        |
| 가져오기만 | Krita Document, EXR, OpenRaster document, PSD image, Gimp image, PPM, PGM, PBM, PNG, JPEG-2000, PDF, ODG draw, BMP Windows, XPM, GIF, XBM, Krita Flipbook, Adobe DNG negative and Camera RAW, WEBP |
| 내보내기만 | / |

## 마스코트

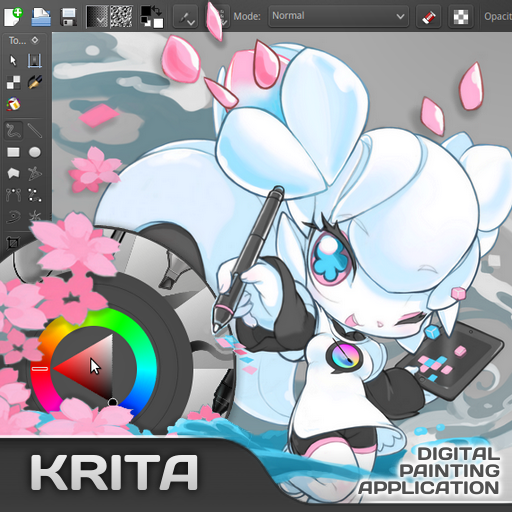
2014년의 크리타의 스팀 박스아트에 등장한 키키

크리타의 마스코트는 키키 사이버 스쿼럴로, 타이슨 탄이 만든 로봇형의 의인화된 다람쥐 캐릭터이다. 공동체는 공동으로 마스코트를 다람쥐로 결정했는데 "크리타"는 또한 다람쥐의 알바니아어 낱말이기 때문이다. 키키의 첫 버전은 2012년 KDE 포럼에 게시되었고 그것은 크리타 버전 2.6의 소개 소책자에 사용되었다. 키키는 크리타 버전 2.8부터 크리타의 시작 화면으로 사용 중이다. 지금까지, 각각의 크리타의 새로운 버전은 키키의 새로운 버전이 들어 있었다. 키키는 크리타의 상점 상품과 크리타의 스팀 프로젝트 예술 작품에 사용되고 있다.

## 같이 보기
- 오픈래스터
- 블렌더 (소프트웨어)
- 마이페인트